# Новинское сельское поселение (Волгоградская область)
Новинское се́льское поселе́ние  — бывшее муниципальное образование в составе Жирновского района Волгоградской области России.
Административный центр — село Новинка.

## История
Новинское сельское поселение образовано 21 февраля 2005 года в соответствии с Законом Волгоградской области № 1009-ОД.
Упразднено 17 марта 2019 года, в соответствии с Законом Волгоградской области № 15-ОД от 07.03.2019. Территория вошла в состав Алёшниковского сельского поселения.

## Население
| 2010 | 2011 | 2012 | 2013 | 2014 | 2015 | 2016 |
| ---- | ---- | ---- | ---- | ---- | ---- | ---- |
| 612  | ↘610 | ↘587 | ↘571 | ↘553 | ↘531 | ↘529 |
| 2017 | 2018 | 2019 |      |      |      |      |
| ↘514 | ↘507 | ↘499 |      |      |      |      |

## Состав сельского поселения
| № | Населённый пункт | Тип населённого пункта       | Население |
| - | ---------------- | ---------------------------- | --------- |
| 1 | Мирный           | посёлок                      | ↘57       |
| 2 | Новинка          | село, административный центр | 462       |
| 3 | Пограничное      | село                         | ↘93       |

## Местное самоуправление
Адрес администрации: 403776, Волгоградская область, Жирновский район, с. Новинка, ул. Молодёжная, д. 6.